# Дітер Болен

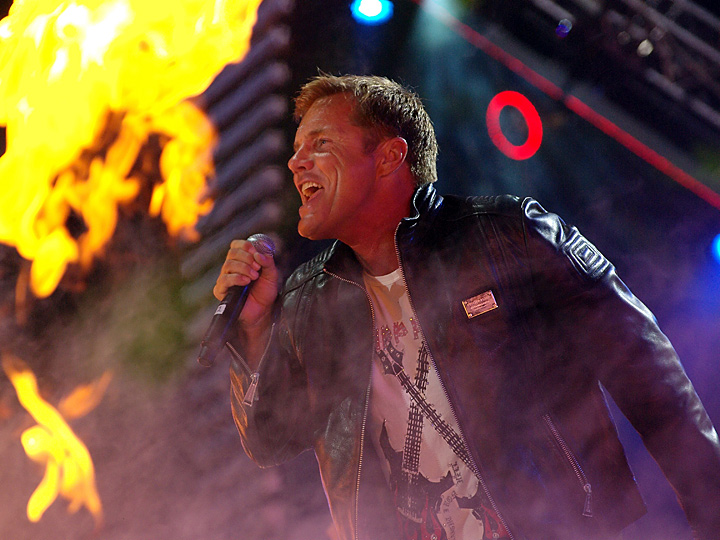
Дітер Болен в Москві. 2009 р.

Дітер Гюнтер Болен (нім. Dieter Günther Bohlen; 7 лютого 1954, Берне, Нижня Саксонія, ФРН) — німецький співак, музикант, музичний продюсер та композитор. В 1980-х роках відомий як учасник диско-дуету Modern Talking , власної групи Blue System. Починаючи з 2000-х років постійний ведучий та продюсер телекастингів «Німеччина шукає суперзірку» та «Суперталант».

## Біографія
Дітер Болен навчався в декількох загальноосвітніх школах (в Ольденбурзі, Геттінгені, Гамбургу), закінчив гімназію з відзнакою і 8 листопада 1978 Дітер отримав диплом спеціаліста ділової економіки. Брав участь у ДКП і в молодіжній організації СДПН.
У навчальні роки брав участь у кількох музичних колективах, серед яких Aorta і Mayfair, для яких він написав близько 200 пісень. В цей же час він не залишає спроби отримати роботу в студіях звукозапису, постійно розсилаючи демо-матеріали. Наприкінці 1978-го за щасливим збігом обставин Дітер Болен отримав роботу в музичному видавництві«Intersong»і з 1 січня 1979-го приступає до роботи як продюсер і композитор.
Свій перший «золотий диск» отримав за композицію Hale, Hey Louise, виконану гітаристом Рікі Кінгом (Ricky King). Пісня досягла 14 місця в чартах і принесла музичному видавництву пятисотразовий прибуток. У вихідних даних синглу автором був вказаний Стів Бенсон (Steve Benson) — перший псевдонім Дітера Болена, придуманий спільно з Енді Залленейтом (Andy Selleneit), що став згодом шефом BMG / Ariola в Берліні, а на той момент працював асистентом на одній з кафедр.
Наприкінці 70-х — на початку 80-х Дітер Болен є учасником дуету Monza (1978) і тріо Sunday (1981), працює з німецькими зірками: Катею Ебштейн (Katja Ebstein), Роландом Кайзером (Roland Kaiser), Берндом Клювером (Bernd Clüver), Бернхардом Брінком (Bernhard Brink). У 1980—1981 роках під псевдонімом Стів Бенсон (Steve Benson) випускає три сингли.
11 листопада 1983 об 11 годині 11 хвилин (саме в цей час у Німеччині перед різдвяним постом святкується карнавал) Дітер Болен поєднується шлюбом з Ерікою Зауерланд (Erica Sauerland). У шлюбі з Ерікою народжується троє дітей: Марк (нім. Marc), Марвін Бенджамін (нім. Marvin Benjamin), Марілін (нім. Marielin), яким в різний час сценічної кар'єри Дітер Болен присвячує кілька пісень.

### Modern Talking
З 1983 по 1987 і з 1998 по 2003 Дітер співпрацював із Томасом Андерсом (Thomas Anders) (нар. 1 березня, 1963, Мюнстермайфельд), з яким записав 5 німецькомовних синглів, 1 англомовний сингл «Catch Me I'm Falling» (у складі проекту Headliner), 13 альбомів і 20 синглів (у складі дуету Modern Talking).
Група Modern Talking наразі є найуспішнішим проектом Дітера Болена. Оцінкою популярності дуету і заслуг Дітера Болена служить вручення протягом одного вечора у Вестфальському залі Дортмунда (Westfalenhalle, Dortmund) 75 золотих і платинових дисків, для доставки яких до сцени потрібен був спеціальний автонавантажувач.
Всього у світі було продано понад 165 млн звукових носіїв із записами композицій дуету. Найкраще з альбомів групи продавався альбом «Back For Good» (1998), проданий по всьому світу тиражем понад 26 мільйонів екземплярів.

### Blue System
Після розпаду Modern Talking наприкінці 1987-го Дітер Болен створив групу Blue System, беззмінним лідером якої і залишався до її розпаду в 1998 році. За час існування групи нею було випущено 13 альбомів, 30 синглів і знято 23 відеокліпи. Blue System стала практично черговим сценічним псевдонімом Дітера Болена.
У 1989 році Болен стає найпопулярнішим закордонним виконавцем у СРСР. Наприкінці того ж року слідують тріумфальні гастролі Blue System в СРСР, які відвідало в цілому 400000 людей. 28 жовтня 1989 Дітер отримує титул найуспішнішого німецького продюсера і композитора. Дітер був досить популярний у Німеччині, але особливо — в країнах колишнього СРСР.
У 1991 році Дітер Болен у складі Blue System у дуеті з Діонн Ворвік випустив сингл It's All Over, який зайняв 84 позицію в США, саме в US R&B charts.

### Творчість Болена наприкінці 80-х— 90-х років ХХ століття
Дітер Болен — автор музики для багатьох німецьких фільмів, передач, шоу і телесеріалів. Серед найвідоміших робіт звукові доріжки до Rivalen der Rennbahn, Zorc — Der Mann ohne Grenzen і Die Stadtindianer. Однією з робіт з телебаченням став серіал Tatort (Комісар Шиманські), заголовною піснею до якого в одній серії стала Midnight Lady у виконанні Кріса Нормана (Chris Norman). Саме ця пісня стала стартом для вторинного сходження екс-вокаліста групи Smokie на музичний Олімп. У цьому ж фільмі Дітер Болен вперше з'являється на телеекрані як артист, зігравши одну з другорядних ролей.
З середини до кінця 80-х можна вважати часом, коли Дітер Болен написав найбільшу кількість музичних творів і співпрацював з величезною кількістю музичних виконавців. Всього в багажі музиканта робота більш ніж із 70 виконавцями, серед яких Ал Мартіно, Бонні Тайлер, Сі Сі Кетч, Кріс Норман, Lory «Bonnie» Bianco, Les McKeown, Nino de Angelo, Енгельберт Хампердінк, Ricky King і багато інших.
Важливу роль в успіхах Дітера Болена зіграв звукоінженер Луїс Родрігес (Louis Rodriguez), довгий час допомагав Болену робити аранжування композицій. Дітер присвятив Луїсу один з найпопулярніших хітів Brother Louie.
У 1997-у Дітер Болен представив світу власний варіант Take That та Backstreet Boys, — нова хлоп'яча група називається Touche. Німецька група з французькою назвою співає англійською. Втім, особливого успіху група не здобула.

### Творчість Болена після 2000 року
Влітку 2002-го Дітер Болен випустив автобіографічну книгу «Nichts als die Wahrheit» («Нічого крім правди»), яка з'явилася восени у продажу і стала абсолютним бестселером. Восени цього ж року він стає членом журі німецького конкурсу з відбору молодих талантів «Deutschland sucht den Superstar» («Німеччина шукає суперзірку»). Перший сингл, записаний десятьма фіналістами, «We Have A Dream», одразу потрапляє на вищі місця хіт-парадів, стає двічі платиновим. Подальший альбом «United» розкуповується не гірше і п'ять разів отримує платиновий статус, стаючи на друге місце по продажах серед альбомів Дітера Болена.
Протягом 2003-го Дітер Болен уклав багато рекламних контрактів з відомими торговими марками, що займаються виробництвом одягу, молочної продукції, а також продажем засобів зв'язку. Восени 2003 року Дітер Болен випускає другу автобіографічну книгу «Hinter den Kulissen» («За лаштунками»), що викликала ряд скандалів і довгу судову тяганину з Томасом Андерсом, в результаті якої Дітер був змушений заплатити істотний штраф за недоведені образи колишнього партнера, а також видалити найбільш спірні місця з книги.
2004 року проносяться чутки, що на альбомах Modern Talking голос Томаса Андерса частково дублював Ніно де Анджело (що досить дивно, оскільки Томас Андерс — співак з досить «чистим» вокалом, а Ніно Де Анджело має трохи хрипкий голос), у той час як у Blue System Дітер Болен співав тільки в куплетах, в приспівах ж використовувався вокал студійних співаків. Андерс заявив, що відсутність можливості використовувати той же самий вокал далі послужила причиною закриття проекту Blue System. Втім, вихід 2004 року пісень, записаних вже згаданими колишніми бек-вокалістами Blue System (під назвою Systems in Blue), показав, що їх вокал був частиною вокалу групи, але ніяк не заміщав голос Дітера (досить порівняти вихідну Magic Symphony і перероблену Magic Mystery, щоб зрозуміти, що в приспівах Blue System бек-вокал був хоч і приємним, але все ж доповненням до голосу Дітера).
У 2000-х Дітер Болен продовжує роботу з молодими музикантами. Серед успішних робіт — композиції для Олександра (Alexander, переможець першого конкурсу «Deutschland sucht den Superstar»), Івонн Каттерфельд (Yvonne Catterfeld), Наталі Тінео (Natalie Tineo), співпраця з якими пізніше зійшло нанівець.
Головною новиною весни 2006 року став випуск нового сольного альбому-саундтреку до комедійно-пародійному мультиплікаційному фільму «Dieter - Der Film», коротко розповідає його історію. Мультфільм був вперше показаний на каналі RTL 4 березня 2006 і заснований на автобіографічній книзі «Nichts als die Wahrheit» («Нічого крім правди»). Пісня «Gasoline», виконана Дітером, яка прозвучала в ефірі шоу «Deutschland sucht den Superstar» в лютому, показала повернення Болена до старого звучання, відомому шанувальникам за проектом Blue System. Саундтрек, що з'явився на прилавках німецьких магазини 3 березня 2006 року, містить в основному балади, ряд традиційних для Болена среднетемпових композицій і кілька успішних пісень Modern Talking з репертуару 80-х років. Альбом також включає раніше невиданих композицій Modern Talking «Shooting Star».
2007 року Дітер створює і випускає альбом для переможця шоу «Deutschland sucht den Superstar» Марка Медлока. На другому синглі Медлока Болен виконує одну з пісень дуетом із Марком, а другий диск Марка став спільним альбомом двох музикантів: Дітер не тільки написав музику, але і заспівав десяток вокальних партій.
Третій альбом також містить вокальні партії Дітера (оскільки його високий тон не завжди можна відрізнити від голосів студійних музикантів, Дітеру довелося на форумі bohlenworld.de особисто підтверджувати автентичність свого голосу на третьому альбомі Медлока).
У німецьких чартах творчість Дітера і Марка стабільно оцінюється місцями в п'ятірці (частіше — першим місцем) відразу ж після виходу дисків, але співпраця з ним закінчується в 2010-му році.
У 2010 році Дітер розпочинає співпрацю з королевою німецького шлягеру Андреа Берг (Andrea Berg). Випущений альбом, «Schwerelos», став першим у чартах Німеччини.

## Дискографія

### Сингли
| Рік  | Назва          | Примітки                      |   |
| ---- | -------------- | ----------------------------- | - |
| 2007 | You Can Get It | Mark Medlock // Dieter Bohlen |   |
| 2007 | Unbelievable   | Mark Medlock // Dieter Bohlen | - |

### Альбоми
| Рік  | Назва                                         | Примітки                     |   |
| ---- | --------------------------------------------- | ---------------------------- | - |
| 1988 | Dieter's Trax                                 | Компіляція                   |   |
| 2002 | Greatest Hits                                 | Компіляція                   |   |
| 2005 | Pop-Titan-Hits. The Songs Of Dieter Bohlen    | Компіляція                   |   |
| 2006 | Dieter — Der Film                             |                              |   |
| 2007 | Dreamcatcher                                  | Mark Medlock & Dieter Bohlen |   |
| 2008 | In The Mix. The Greatest Hits… Mixed Nonstop! | Компіляція                   | - |

## Автобіографії
- Nichts als die Wahrheit (Нічого крім правди), 2002
- Hinter den Kulissen (За лаштунками), 2003
- Meine Hammer-Sprüche (Мої самі забійні гостроти), 2006
- Nur die Harten kommen in den Garten!: Der Weg zum Superstar, (Тільки наполегливі перемагають: шлях до слави) 2008
- Der Bohlenweg: Planieren statt sanieren, 2008